# Sågtjärnen (Bollnäs socken, Hälsingland)
Sågtjärnen är en sjö i Bollnäs kommun i Hälsingland och ingår i Ljusnans huvudavrinningsområde.